# Arnold Haumann
Arnold Haumann (* 22. Oktober 1923 in Berghofen; † 26. Februar 2008 ebd.) war ein deutscher evangelischer Pfarrer und Friedensaktivist.

## Leben
Haumann war das dritte Kind in der Familie eines Volksschullehrers und seiner Frau und wuchs im Arbeiterbezirk eines Dortmunder Stadtviertels auf. Die prekäre wirtschaftliche Lage nach dem Ersten Weltkrieg, die Arbeitslosigkeit und die Politik der Brüningschen Notverordnungen weckten sein Interesse an sozialen und politischen Fragen. Sein Pfarrer Bernhard Klinzing (1907–1941) gehörte zur Bekennenden Kirche (BK) und öffnete ihm den Weg zu einem biblisch orientierten Christentum. Auf seine Empfehlung hin las er Hitlers „Mein Kampf“. Auf dem Abiturzeugnis 1942 von Haumann war ausdrücklich kritisch vermerkt: „Er war darauf bedacht, sich eine eigene Meinung zu bilden“. Danach wurde er zur Wehrmacht eingezogen. Er kam zu einer berittenen Truppe und wurde später Offizier. An der Ostfront macht er die Bekanntschaft mit anderen Offizieren, die dem Dritten Reich gegenüber kritisch eingestellt waren. Daran schlossen sich gefährliche Kurierdienste an, bei denen er auch von dem Ausmaß des Vernichtungskrieges der Nazis erfuhr. 1944 wurde Haumann schwer verwundet. Im Lazarett und später in US-amerikanischer Kriegsgefangenschaft bereitete er sich auf ein späteres Theologiestudium vor. Dieser Entschluss ist entscheidend beeinflusst worden – neben der Prägung durch Pfarrer Klinzing – durch die Auseinandersetzung mit Hitlers Machwerk ,Mein Kampf‘. Haumann wollte seinen Beitrag dazu leisten, dass sich eine solche Katastrophe in Deutschland nie mehr ereignet. Nach anfänglichen Schwierigkeiten begann er im Herbst 1945 sein Studium in Bethel. Von dort wechselte er nach Heidelberg. Im Jahre 1948 erhielt er ein Stipendium des Weltkirchenrates für ein Studium in den USA. Weil er allerdings die Umstände des Nürnberger Kriegsverbrecherprozesses kritisiert hatte, in dem Sieger über Besiegte Recht sprachen, kam dieser Aufenthalt erst nach langen Bemühungen im Herbst 1948 zustande.
Haumann studierte in St. Louis. Er bereiste das Land, berichtete über die Situation im Nachkriegsdeutschland und hielt sich auch zu einem Forschungsaufenthalt in Washington auf.
Nach 1945 war er auf der Suche nach einer politischen Heimat. Die Stuttgarter Schulderklärung von 1945 war ein Schlüsseldokument für seine politische und theologische Existenz. Frühzeitig bekam er Kontakt zur CDU Konrad Adenauers, und er lernte ihn auch persönlich kennen. Haumann wurde neben seinem Theologiestudium, das er in Münster fortsetzte, Mitglied im Volksbefragungsausschuß, einer außerparlamentarischen Bewegung, die einen Friedensvertrag forderte sowie generell gegen die Aufrüstung ankämpfte und die wegen kommunistischer Unterwanderung Anfang der 1950er Jahre verboten wurde.
Haumann wurde Mitglied im Internationalen Versöhnungsbund und war einige Jahre Geschäftsführer der Gesamtdeutschen Volkspartei.
Zwischen 1949 und 1960 wurden gegen ihn Ermittlungsverfahren wegen Staatsgefährdung geführt. Reinhard Scheerer weist hin auf eine Begegnung Haumanns mit dem Minister für gesamtdeutsche Fragen Jakob Kaiser und seinem Staatssekretär Thedieck, über die Haumann schreibt:

„Diese Begegnung mit Thedieck wird zu einer großen Überraschung. Als wir mit Thedieck und wohl seinem wichtigsten Mitarbeiter - übrigens einem DDR-Flüchtling - über die gegen uns vorgebrachten antikommunistischen Verleumdungen sprechen, macht der Mitarbeiter des Staatssekretärs eine recht hämische Bemerkung. Er sagt: 'Meine Herren, Sie müssen nicht glauben, dass wir überzeugt sind, dass Sie kommunistisch gesteuert werden. Aber wir sind gegen Ihre Aktivitäten und Demonstrationen, und welches Mittel ist da wirksamer, als Sie in der Öffentlichkeit als kommunistisch unterwandert oder gesteuert darzustellen.' Ich muss sagen, dieses ist die offenste, aber gleichzeitig infamste Aussage, die ich je zu dem Thema gehört habe.“

Später beteiligte er sich an der Organisierung eines „Deutschen Jugendkongresses“. 1950 nahm er in Ost-Berlin am Deutschlandtreffen der Jugend teil. Dort traf er auch auf den damaligen FDJ-Vorsitzenden Erich Honecker und die Funktionäre der DDR-CDU Gerald Götting und Otto Nuschke. Nach seiner Rückkehr wurden gegen ihn heftige Vorwürfe laut, er sei Kommunist. Diese Anwürfe begleiteten seine ganze weitere politische Existenz. Dazu gehörten polizeiliche Verfolgungen, Hausdurchsuchungen und Anklagen, wobei die jahrelang erfolgten Prozesse für Haumann stets positiv endeten. Neben seiner Tätigkeit im Deutschen Jugendkongress wurde er ab 1951 auch in der von Gustav Heinemann gegründeten „Notgemeinschaft für den Frieden Europas“ tätig, die eine Vorgängerorganisation der Gesamtdeutschen Volkspartei (GVP) darstellte, welche 1952 gegründet wurde. Als die GVP 1953 an der Fünf-Prozent-Hürde gescheitert war, erklärte sich Haumann dazu bereit, Bundessekretär dieser Partei zu werden und für sie zukünftige Wahlkämpfe zu organisieren. Für geringen Lohn und unter schwierigen Bedingungen bemühte er sich, die GVP zu einer tatkräftigen Organisation im gesellschaftlichen Umfeld werden zu lassen. Dennoch hatte die Partei keinen Erfolg. Im Jahre 1957 beschloss der Vorstand, mit der SPD zusammenzugehen. Die Mehrzahl der GVP-Parteimitglieder wollten dazu zur SPD überwechseln. Haumann führte auch einen Teil der Vereinigungsverhandlungen. Für die GVP eine möglichst starke Position in der SPD zu erreichen, war sein großes Ziel. Nach den Gesprächen mit Herbert Wehner zeichnete sich ab, dass die Sozialdemokraten teilweise auf die CDU-Linie der Wiederaufrüstung und Westintegration einschwenkten. Damit war für Arnold Haumann klar, dass er diesen Weg nicht mitgehen konnte.  Haumanns Grundsatz war, dass seine Kirche, die die frohe Botschaft zu verkünden hat, nicht noch einmal in die Situation kommen dürfe, eine Schulderklärung abzugeben. Nur eine Politik, die die Lehren aus der Vergangenheit zieht, war für Haumann akzeptabel. Dieser Grundsatz hatte ihn in die Politik geführt und sogar seinen Entschluss bestimmt, Theologie zu studieren.
Haumann entschloss sich, sein Theologiestudium zu beenden. Nach einem Vikariat in Essen folgte 1963 eine Tätigkeit als Gemeindepfarrer in Rüttenscheid, wo er die dritte Essener Pfarrstelle übernahm. Nach drei Jahren, 1966, wurde er Berufsschulpfarrer in Essen. Gemeinsam mit Nikolaus Koch gründete er den „Verein Haus Bommern e.V.“

## Veröffentlichung
- "Gott mit uns?": Zwischen Weltkrieg und Wende; Widerspruch eines politisch engagierten Theologen. Vorw.: Peter Heinemann, 1992, ISBN 3-89144-131-2